# دفوبراتسكيي
دفوبراتسكيي (بالروسية: Двубратский) هي مدينة في مقاطعة كراسنودار كراي في روسيا. يبلغ عدد سكانها حوالي 10083 نسمة.